# Montezuma County
Montezuma County är ett administrativt område i delstaten Colorado, USA, med 25 535 invånare. Den administrativa huvudorten (county seat) är Cortez. 
Mesa Verde nationalpark, Yucca House nationalmonument och Hovenweep nationalmonument ligger i countyt. 

## Geografi
Enligt United States Census Bureau så har countyt en total area på 5 284 km². 5 275 km² av den arean är land och 9 km² är vatten. 

### Angränsande countyn
- Dolores County, Colorado - nord
- San Juan County, Colorado - nordöst

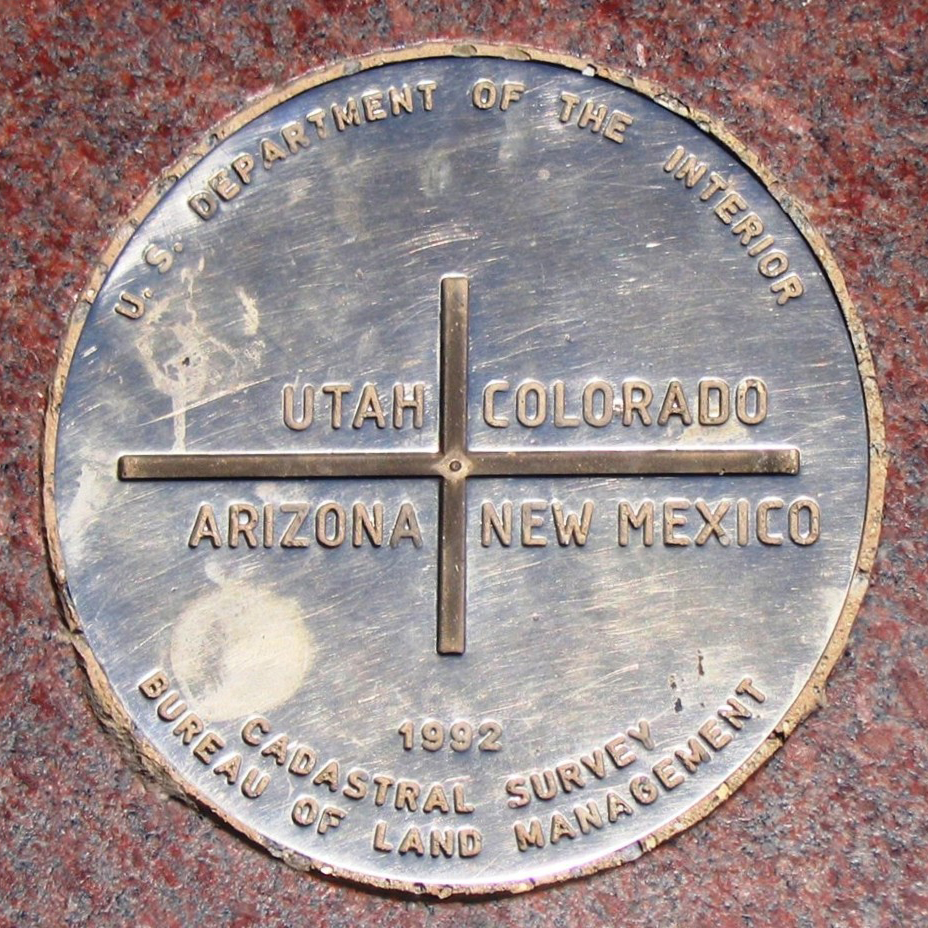
Gränsmarkeringen vid Four Corners Monument, den enda plats i USA där fyra delstater möts, ligger vid Montezuma County

- La Plata County, Colorado - öst
- San Juan County, New Mexico - syd
- Apache County, Arizona - sydväst
- San Juan County, Utah - väst